# Giochi di fuoco
Giochi di fuoco (Le jeu avec le feu) è un film del 1975 diretto da Alain Robbe-Grillet e interpretato da Jean-Louis Trintignant, Philippe Noiret, Anicée Alvina e Sylvia Kristel.

## Trama
Parigi, stazione del métro; una ragazza che sta per salire sul treno in partenza viene bloccata in mezzo alla folla da due uomini che le puntano una pistola al cuore, senza che gli altri passeggeri possano accorgersene. Rimasti soli sul binario, la trascinano nella galleria sotterranea; la ragazza finisce legata e imbavagliata in una cesta di vimini.
Il ricco banchiere Georges de Saxe viene avvertito da una telefonata anonima del rapimento di sua figlia Carolina; due uomini gli ingiungono poi di pagare un riscatto di un milione di dollari: se avverte la polizia la ragazza sarà bruciata viva, e in attesa del pagamento verrà trattenuta in una casa d'appuntamento per pervertiti.
Subito dopo però Carolina rientra tranquillamente a casa e dice che non è accaduto nulla di strano. Tra de Saxe e la figlia esiste un rapporto ambiguo, probabilmente incestuoso. L'uomo si rivolge a un'organizzazione che consiglia, per prevenire il rischio di rapimento, di nascondere la ragazza in un luogo insospettabile: una "clinica per femministe frustrate" che si rivela essere in realtà un bordello per ricchi depravati. Si incarica dell'operazione Frantz, il quale non è altri che l'identità di comodo di uno degli uomini che sequestrano ragazze sole, ma anche prostitute, per avviarle alla schiavitù sessuale.
Carolina si accorge subito che il pensionato nasconde attività poco legali, come rituali erotici sadomasochisti; riceve in camera sua la visita di un uomo che assomiglia come una goccia d'acqua al padre, e si lascia vedere nuda da lui. Quando esprime i suoi dubbi a de Saxe, l'uomo tende a tranquillizzarla. Il banchiere viene comunque contattato dalla banda che insiste nel chiedere il riscatto come se la ragazza fosse effettivamente nelle loro mani.
Per convincerlo uno dei banditi, Garin, lo porta con sé in un night club, dove lo fa assistere al rapimento di una donna, Diana Van Den Berg. Lo conduce poi in uno dei covi della banda, dove Diana è tenuta prigioniera e legata. Nel frattempo Carolina, che riceve continuamente visite di Frantz senza travestimento, non tarda a rendersi conto di essere finita in una casa di perversione dove giovani donne vengono soggiogate da uomini e anche da altre donne. Fugge nel cuore della notte, ma viene inseguita e ricondotta indietro da cani di grossa taglia.
In una baracca, Frantz e Garin si giocano a carte la verginità di Carolina, che viene condotta nel covo legata e nuda. Nel frattempo Georges De Saxe viene convinto dal commissario Laurent a pagare il riscatto per incastrare l'organizzazione. Ma quando scatta la trappola, Frantz si appropria della somma lasciando Garin nelle mani della polizia.
Carolina riesce finalmente a fuggire ma viene nuovamente catturata dall'organizzazione. Frantz insegue l'auto dei rapitori e ne provoca l'uscita di strada; insieme ai due muore bruciata anche la ragazza. La disgrazia viene comunicata al padre, che si suicida, ma poco dopo Carolina travestita da uomo sale sull'auto di Frantz, e i due fuggono insieme con i soldi del riscatto.

## Critica
Il «gioco con il fuoco» del titolo è un'allusione all'incesto, il regista infatti avrebbe preferito il titolo Opera incestuosa. Come quasi tutti i film di Robbe-Grillet, è inutile tentare di ricostruire una storia che si morde la coda e contraddice se stessa. Malgrado diverse scene esplicite, l'intenzione dell'autore non è quella di fare un film pornografico:
(Alain Robbe-Grillet)
Robbe-Grillet confessa di essersi ispirato alla vicenda di Patricia Hearst, la miliardaria americana che simulò il proprio rapimento per ottenere dal padre i soldi del riscatto.
Spesso i personaggi di questo puzzle intellettualistico parlano direttamente allo spettatore, si muovono in materiale cinematografico volutamente di serie B come il giallo, il fumetto, il film erotico. Sylvia Kristel, che recita nel ruolo di Diana Van Den Berg, è la moglie di un amico di Robbe-Grillet, lo scrittore Hugo Claus; la donna ha appena terminato di girare nel ruolo di protagonista il film Emmanuelle, che Robbe-Grillet ha visionato in proiezione privata prima dell'uscita nelle sale.